# Döbling

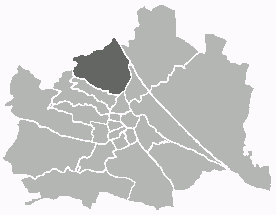
Localisation dans la ville de Vienne

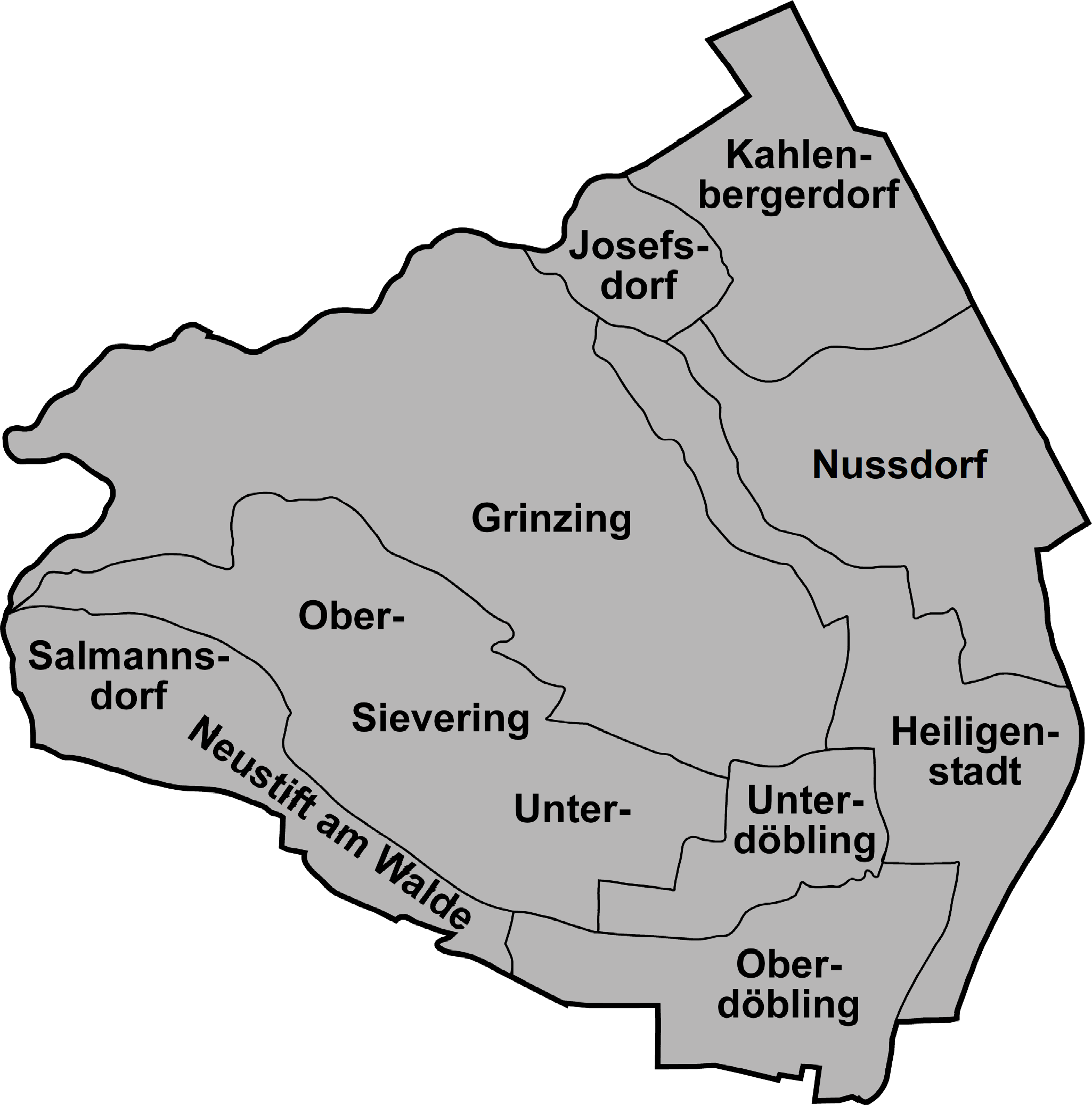
Découpage de Döbling en quartiers

Döbling est le dix-neuvième arrondissement de Vienne et se situe au NNO de Vienne, au bord de la forêt de Vienne. L'arrondissement a été constitué en 1892 des faubourgs de Vienne d'alors : Unterdöbling, Oberdöbling (de), Grinzing, Heiligenstadt, Nussdorf, Josefsdorf, Sievering (de) et le Kahlenbergerdorf. En 1938, l'arrondissement a reçu les quartiers de Neustift am Walde (de) et Salmannsdorf (de), aux dépens de l'arrondissement voisin de Währing. Aujourd'hui, Döbling se compare en noblesse aux quartiers de Währing et de Hietzing, avec ses villas en forêt. Par ses nombreux immeubles collectifs, comme le Karl-Marx-Hof, et ses logements communautaires, sa structure en population est maintenant plus équilibrée que jamais.

## Géographie

### Situation

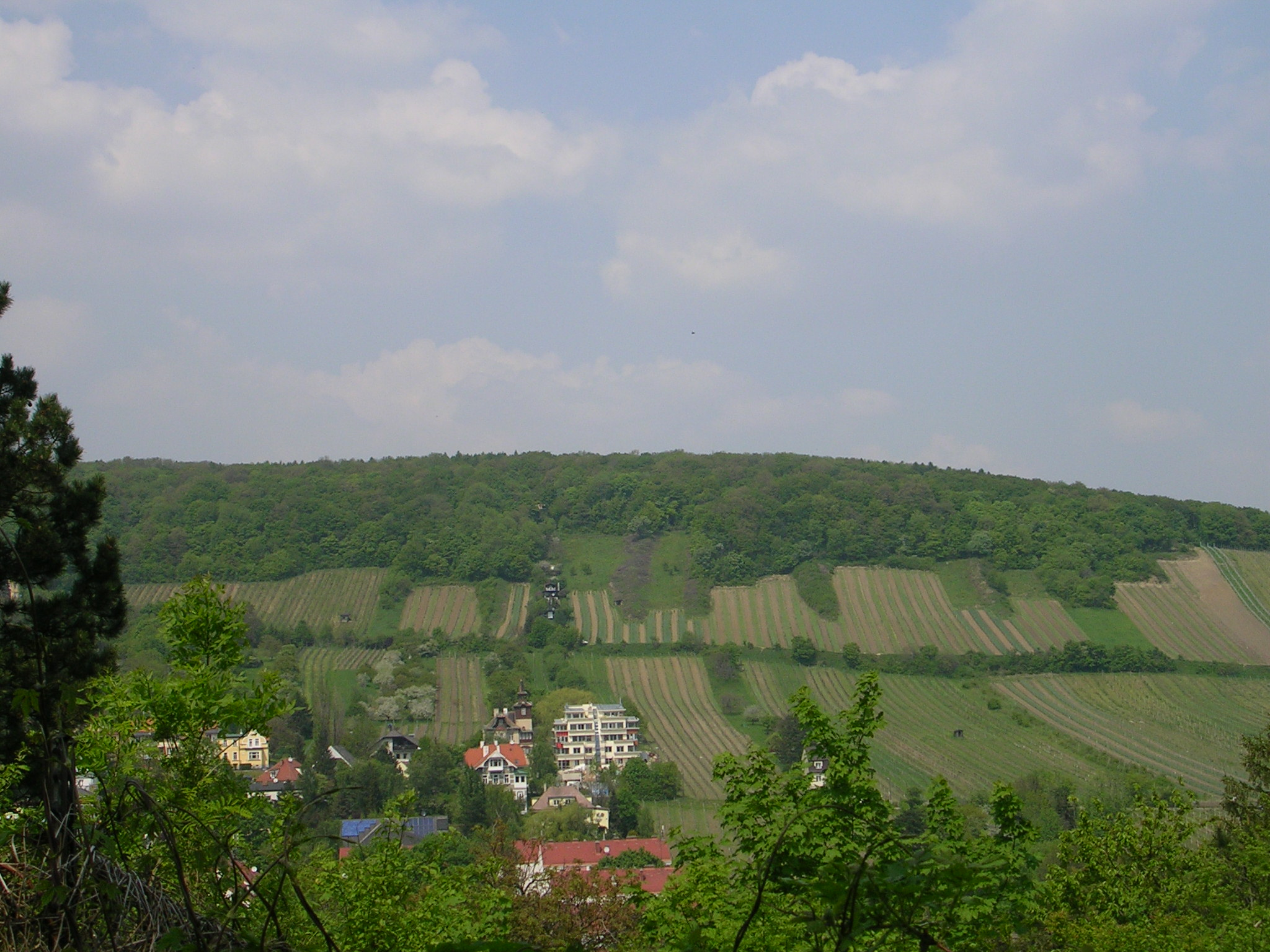
Le Neuberg avec ses vignes, vu depuis le Sommerhaidenweg.

Situé au NNO de la ville, il s'étend sur le versant de la forêt de Vienne vers le Danube et son canal latéral, qui en constituent la limite est. C'est là que le Danube matérialise la limite avec l'arrondissement de Floridsdorf, et le canal avec celui de Brigittenau. Au pont du périphérique sur le canal, la limite d'arrondissement commence à suivre le périphérique de Vienne, et sépare Döbling d'Alsergrund. À la Schrottenbachgasse, la limite atteint l'arrondissement de Währing et suit la ligne Park-Hasenauerstrasse, Peter Jordan Strasse, Starkfriedgasse et Sommerhaidenweg. Un petit segment de limite avec l'arrondissement de Hernals va directement vers le nord.

### Utilisation des sols
32,6 % de la surface est bâtie (moyenne de Vienne : 33,3 %). À 85,2 %, il s'agit de terrains d'habitation, la part des terrains industriels ou commerciaux n'étant que de 2,2 % (Vienne : 7,6 %). Avec un pourcentage d'espaces verts de 51,8 % (Vienne : 48,3 %), Döbling vient au cinquième rang des arrondissements de Vienne à ce point de vue. Il faut en déduire 14,9 % de la surface de l'arrondissement consacrée à des usages agricoles, principalement la viticulture, dans les quartiers de Grinzing, Nussdorf, Sievering, Neustift am Walde et Salmannsdorf. 25,4 % de l'arrondissement consistent en forêts, 5,3 % en prairies, 2,7 % en lopins individuels, 2,5 % en parcs et 0,9 % en terrains de sport et de détente. Le reste de la surface de l'arrondissement se décompose finalement en 11,0 % de voies de circulation (moins que Vienne), et 4,6 % de cours d'eau (plus que Vienne).

### Relief
En raison de sa grande partie située dans la forêt de Vienne, il y a à Döbling de nombreuses collines habitées dans la forêt de feuillus. Elles se situent en lisière de la Basse-Autriche, et des arrondissements voisins. Le point culminant est le Hermannskogel (542 m), cependant le symbole de Döbling est constitué par les collines voisines du Kahlenberg (484 m) et du Leopoldsberg (427 m). Les autres collines de la région sont les Reisenberg, Latisberg ou Cobenzl, Vogelsangberg (de), Dreimarkstein (de), Burgstall et Nussberg (de). En outre, il y a des hauteurs partiellement habitées à Döbling, comme la Hohe Warte à Heiligenstadt, le Hungerberg (de) à Grinzing et le Hackenberg à Sievering.

### Hydrologie
Sur le territoire de l'arrondissement jaillissent de nombreuses sources, dont les émissaires sont maintenant endigués ou recouverts. Initialement, ils se jetaient tous dans le canal du Danube à l'exception du Waldbach. Comme les sources sont situées dans une couche gréseuse, et donc perméable, comme le socle de toute la forêt de Vienne, ils peuvent et ont pu grossir de plusieurs fois leur débit normal, ce qui a conduit à des inondations désastreuses, en particulier le long du Krottenbach (de). Ce dernier ruisseau est le plus important à Döbling et il est maintenant pratiquement entièrement recouvert. Derrière le lycée fédéral de la Billrothstrasse, il reçoit l'Arbesbach (de), qui vient de Sievering recouvert, bien que coulant encore à ciel ouvert dans son cours supérieur, jusqu'à Obersievering. Le Nesselbach (de) s'écoule encore à ciel ouvert jusqu'au Krapfenwaldl (de), avant d'être recouvert peu avant le centre-ville de Grinzing, et de se jeter à Grinzing dans le Reisenbergbach. Le Schreiberbach (de) et le Waldbach coulent encore presque entièrement à ciel ouvert, le premier jusqu'à Nussdorf, le second jusqu'au Kahlenbergerdorf. Par contre, le Döblinger Bach (de) a complètement disparu en raison de dérivations. À l'origine, il prenait sa source dans le Cottage (de), et se jetait à Spittelau (de) dans le canal du Danube.

### Quartiers de l'arrondissement
Döbling a été formé de plusieurs communes naguère indépendantes. Ce sont :

## Histoire

### Étymologie
La première apparition écrite de Döbling date de 1114, sous le nom « de Teopilic ». Le nom dérive du slave *topl’ika (« ruisseau marécageux » ou « zone marécageuse »). Le nom de Döbling fait ainsi allusion au Krottenbach, d'où l'on peut dériver une autre signification du vieux slave toplica (« ruisseau chaud »). Les orthographes ultérieures du nom ont été par exemple Toblich, Töbling et Tepling. À la formation de l'arrondissement, en 1890-92, le nom de Döbling est choisi finalement pour l'ensemble d'après celui de la plus grande commune Oberdöbling (de).

### Antiquité

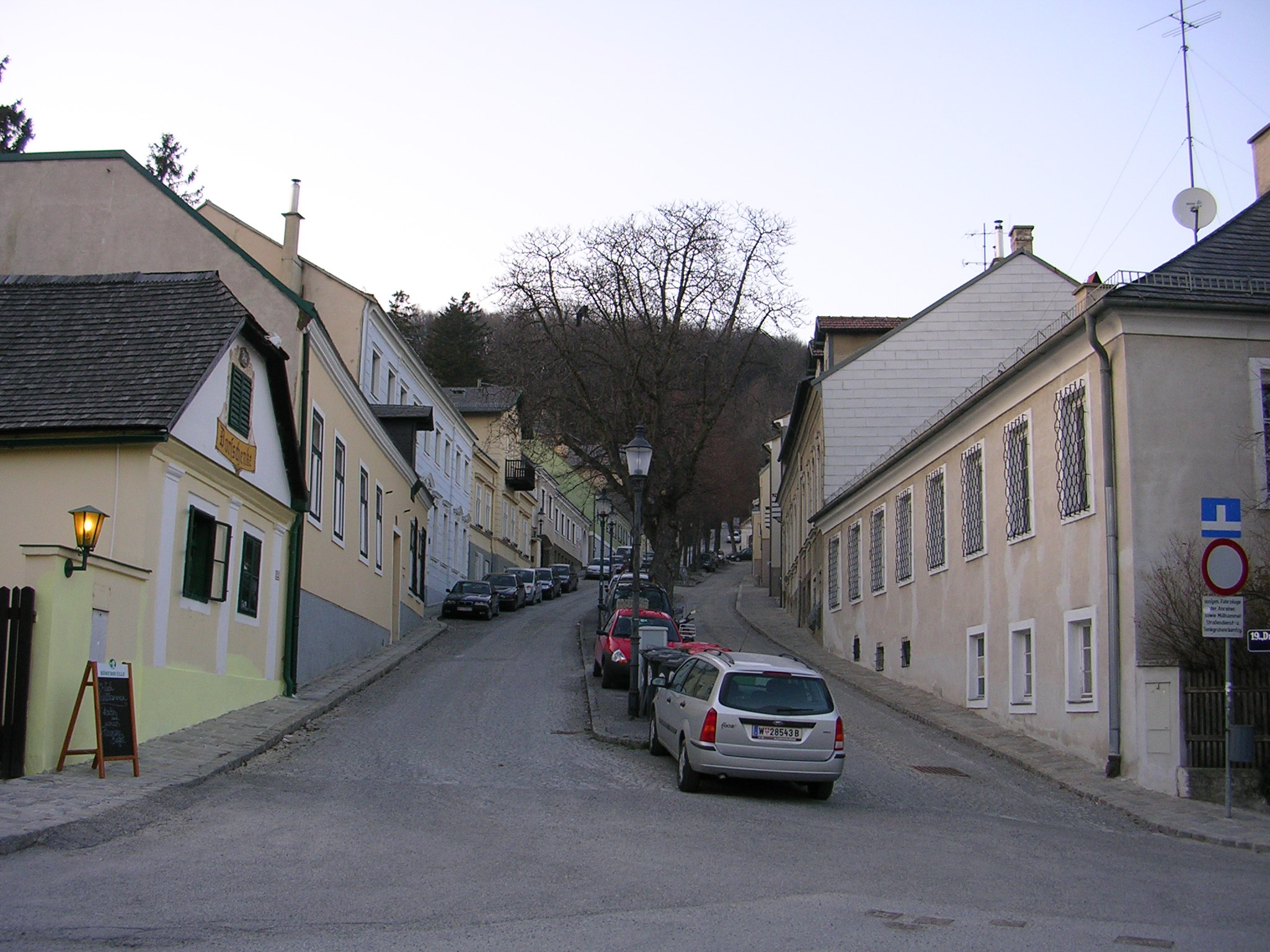
Dreimarksteingasse, centre de.

L'arrondissement de Döbling est déjà habité depuis plus de 5 000 ans, ce qui fait probablement de l'ensemble Döbling-Nussdorf-Heiligenstadt avec le territoire de Simmering-Landstrasse la plus ancienne zone habitée de l'espace viennois. On sait qu'il y avait sur le Leopoldsberg un village fortifié avec sa tour, où les habitants des villages voisins venaient chercher refuge en cas de danger. On a peu d'information sur les habitants d'alors, connus dans la littérature scientifique comme les porteurs de la « culture danubienne ». Ce ne sont en tous cas pas des Indo-européens. Ces derniers ne s'installent dans la région que mille ans plus tard, à un moment où les populations locales se mêlent à des Illyriens et à des Celtes.
La principale source de revenus de la population est la viticulture, datant probablement d'avant l'arrivée des Romains. Et les habitants cultivent la terre pour leurs propres besoins.
L'influence des Romains sur le territoire actuel de Döbling est attestée par de nombreuses trouvailles archéologiques : par exemple, à Heiligenstadt une tour de défense du limes, à Sievering un mithraeum, à Heiligenstadt un cimetière romain mis au jour par des fouilles dans l'église, à Sievering une grande carrière accompagnée d'un assez grand village pour les travailleurs.

### Moyen Âge
Après le départ des Romains, le développement des villages locaux reste dans l'ombre. Les premières mentions des villages datent du XIIe siècle. Peu à peu se forment sur ce territoire les communes qui deviendront Unterdöbling, Oberdöbling (de), Heiligenstadt, Nussdorf, Sievering, le Kahlenbergerdorf, Josefsdorf, et Neustift am Walde (de). À côté subsistent pour quelque temps encore des bourgades du temps jadis. C'est ainsi qu'il reste au XIIIe siècle un village nommé Chlaitzing (Glanzing) sur le flanc sud-ouest du Hackenberg. Mais à partir de 1330, seules des vignes portent ce nom, il n'y a plus de maisons. Le long de la Hackhofergasse il reste un petit village s'étendant sur une seule rue, du vieux nom d'Urfar. Enfin il y a même sur le Hermannskogel en 1200 un village nommé Kogelbrunn, dont on ne retrouve le nom que jusqu'en 1417.

### Le territoire de Döbling dans l'histoire moderne

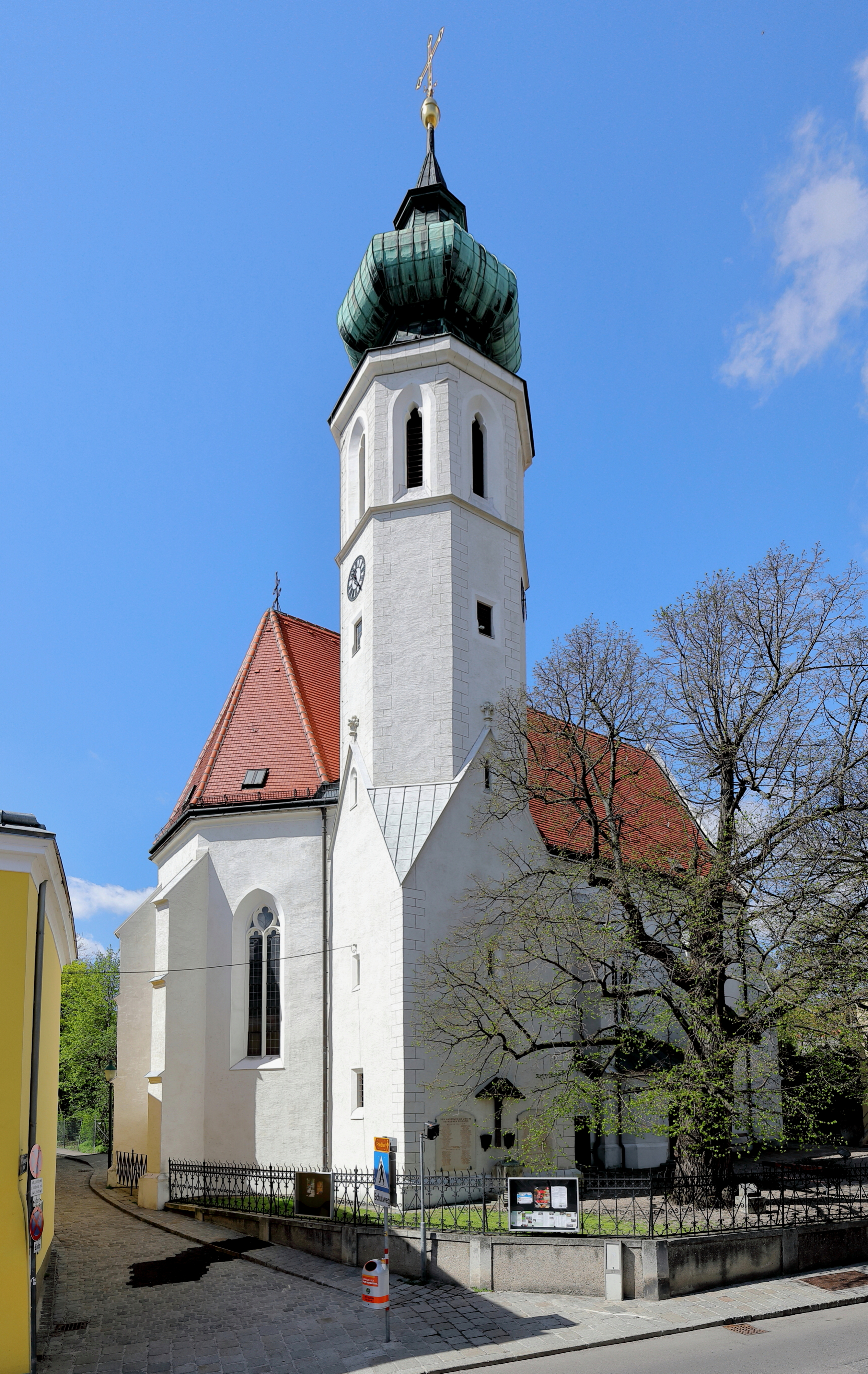
Église paroissiale de Grinzing.

Les villages de Döbling sont souvent dévastés par les armées au cours de l'histoire moderne. Quand le siège de Vienne par les armées de Matthias Corvin commence, les soldats pillent les villages alentour.
Également, en 1529, au premier siège de Vienne par les Turcs, les soldats prennent les villages de Döbling, tuent nombre d'habitants, en déportent d'autres en esclavage. Pendant le pillage des églises, les maisons elles-mêmes restent debout en grande partie.
La guerre de Trente Ans apporte aussi la misère économique. La chute des exportations de vin et les augmentations d'impôts apportent une grande misère aux populations.
La grande peste de 1679 fait de nombreuses victimes dans les villages, ainsi que le deuxième siège de Vienne par les Turcs, débuté en été 1683. Le 13 juillet, l'avant-garde ottomane, les Tatars, envahissent et pillent les villages de Döbling. La délivrance de la ville de Vienne se décide le 12 septembre (bataille de Kahlenberg) quand l'armée de libération, notamment sa cavalerie lourde conduite par Jean Sobieski charge sur les arrières des assiégeants turcs en dévalant des collines de la forêt de Vienne.
En 1713, la peste revient à Vienne : les villages de Sievering et de Grinzing sont spécialement touchés. Après toutes ces nombreuses destructions, et les ravages de la peste, qui ont si longtemps freiné le développement du territoire de l'arrondissement, la deuxième moitié du XVIIIe siècle voit un développement constant. L'utilisation du territoire comme terrain de chasse impérial rend en particulier Oberdöbling attrayant pour la noblesse et la bourgeoisie de Vienne. Ceux qui le peuvent y bâtissent une résidence secondaire. De même que Hietzing profite de la proximité du château de Schönbrunn, les bases du développement de Döbling sont posées. Entre 1765 et 1786, cinq nouvelles rues sont ouvertes, et quatre pavillons de chasse bâtis.
La suppression de nombreux ordres religieux par Joseph II remanie la propriété des terres à Döbling : les biens des camaldules à Kahlenberg, ceux du couvent de religieuses de Tulln (Oberdöbling), ceux des chartreux de Gaming (Untersievering) sont confisqués, et permettent le financement de la paroisse de Nussdorf et de l'église de Grinzing, ainsi que l'aménagement du cimetière de Döbling. Le village de Josefsdorf doit son origine à la fermeture du couvent de camaldules au Kahlenberg. Par la réforme des paroisses de Joseph II, les paroisses de Heiligenstadt suivantes acquièrent l'indépendance : Oberdöbling, Nussdorf et Neustift am Walde.

### Döbling auXIXesiècle

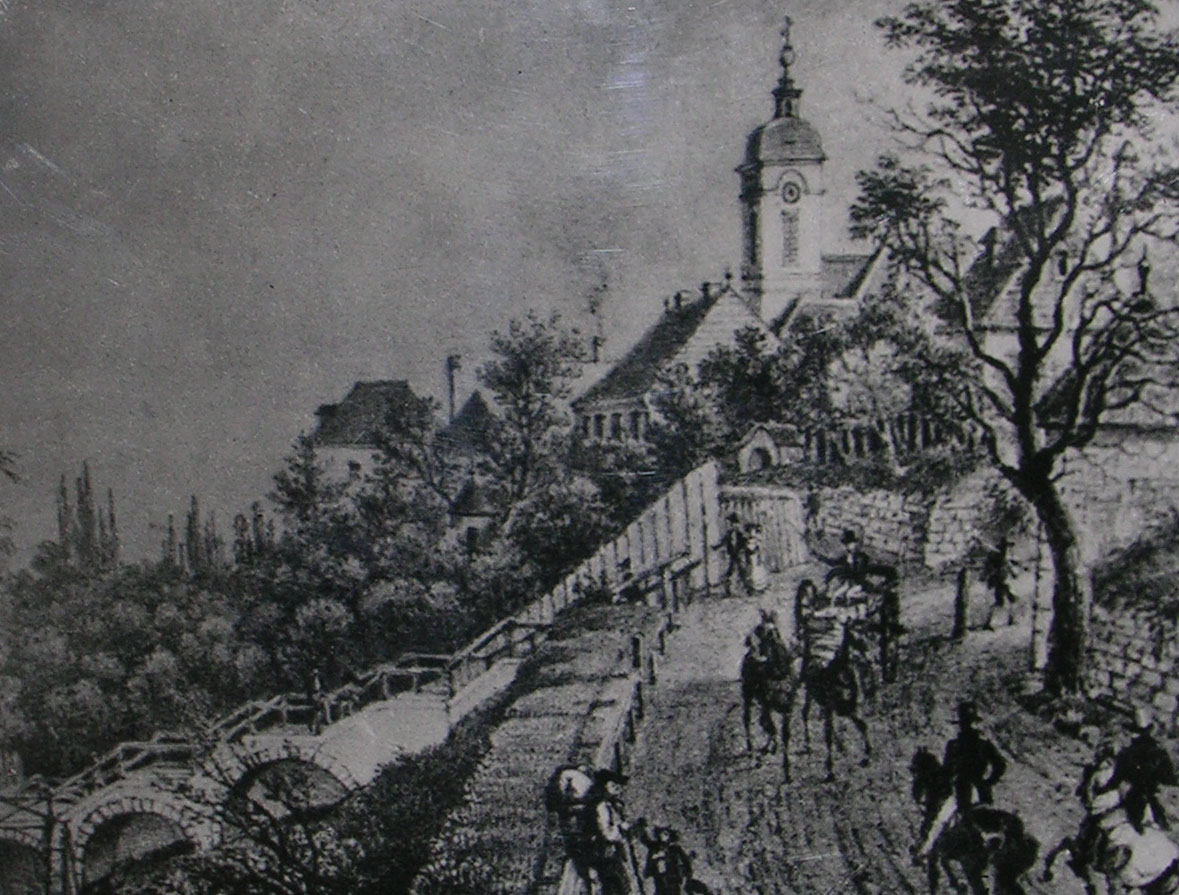
avec son église paroissiale et la passerelle au-dessus du en 1830

Les guerres napoléoniennes amènent des temps difficiles pour la région. Après leur victoire à Ulm en 1805, l'armée française se rapproche de Vienne, et les soldats pillent les villages. Après l'échec de la campagne de Bavière, les Français s'approchent encore de Vienne, et outre les pillages, les communes sont obligées de ravitailler les soldats français. Après le congrès de Vienne commence un arpentage systématique du territoire de Döbling. Ce travail dure de 1817 à 1819, et se termine avec l'introduction d'un cadastre communal et la fixation des limites entre communes. La croissance favorise une première percée de l'artisanat et de l'industrie dans les villages paysans. En même temps, les villages de Döbling se développent comme sites d'excursion préférés des Viennois. Avant tout, ce sont le vin nouveau et la brasserie de Nussdorf qui attirent les visiteurs hors les murs.
Pendant la Révolution, Döbling reste en marge des événements. Le 20 octobre 1848, le territoire de l'arrondissement est occupé par les troupes impériales, qui lancent un pont sur le Danube à partir de Nussdorf, en bombardant la rive opposée. Au milieu du XIXe siècle, la fraîcheur de l'été, devenue à la mode, entretient un véritable boom de croissance pour les villages de Döbling. En raison de la demande croissante d'habitations, de nombreuses maisons d'habitation sont bâties, et la population des villages triple presque en 40 ans. Ceci conduit aussi à une modernisation de l'infrastructure : au milieu du siècle, les premiers becs de gaz sont installés, et la société du gaz de Döbling fondée en 1856 alimente tout le quartier en gaz.

### Transformation en arrondissement
On en arrive finalement à la fin du XIXe siècle à la fondation du XIXe arrondissement de la commune de Vienne. Les faubourgs de Vienne ont été incorporés à la commune dès 1850, mais la discussion sur l'incorporation de la banlieue ne débute que dans les années 1870. Bien que la banlieue s'oppose à cette démarche, la commission du Land de Basse-Autriche la décide, l'empereur François-Joseph ayant fait part de son désir dans ce sens dans un discours en 1888. La loi correspondante prend effet au 1er janvier 1892. Elle réunit dans le XIXe arrondissement de Vienne, Döbling : Unterdöbling, Oberdöbling, Grinzing (jusqu'à la crête de la forêt de Vienne, le reste allant à Weidling (de)), Heiligenstadt, Nussdorf, Sievering, le Kahlenbergerdorf (à l'exception de la partie nord de la colline, qui revient à Klosterneuburg), Josefsdorf et une partie de Weidling (Fischerhaus, Jägerwiese, Schutzhaus, Hermannskogel).
En raison de la taille d'Oberdöbling, qui compte presque autant d'habitants que le reste de l'arrondissement, il n'y a pas de discussion sur le nom du nouvel arrondissement. Cependant, les autres quartiers de l'arrondissement ont déjà considérablement crû.

### Döbling jusqu'à la Seconde Guerre mondiale

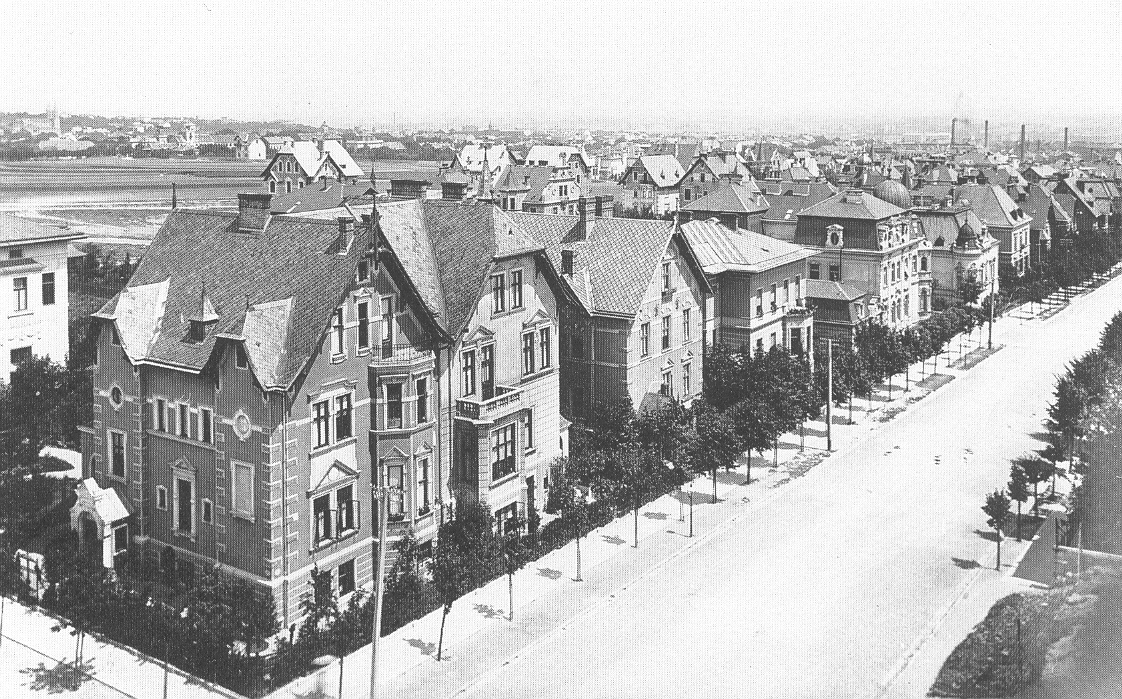
Cottages, Hasenauerstrasse, nommée en 1894 en l'honneur de l'architecte Karl von Hasenauer.

Dès 1872, la construction des terrains entre Döbling et Währing commence. Il en sort un quartier distingué de villas, les premiers cottages de Vienne (de). Un plan d'occupation des sols de la municipalité doit ensuite limiter la hauteur des maisons à deux étages sur presque tout le territoire de Döbling. Mais par crainte de perdre les entreprises industrielles, ce plan ne sera jamais appliqué, et le territoire entre la rue de Heiligenstadt et le canal du Danube est réservé aux entreprises industrielles. En 1895, la couverture des ruisseaux de Döbling est achevée. Ils ne se jettent plus dans le canal du Danube, mais dans un égout collecteur creusé le long du canal. Les ruisseaux disparaissent alors pour la plupart de la surface, et alimentent les égouts en eau de nettoyage. Après l'achèvement du deuxième aqueduc d'alimentation (de) en 1910, la plupart des maisons sont alimentées en eau potable, alors que précédemment, les gens devaient aller se fournir aux fontaines, et aux camions-citernes pour l'eau potable.
L'alimentation en gaz de l'arrondissement a commencé dès 1856 par l'usine à gaz d'une firme anglaise. En 1911, la ville de Vienne reprend la distribution et l'on déplace l'usine vers Oberdöbling. Après la Première Guerre mondiale, les besoins en habitations convenables à des prix abordables se font énormes, et la municipalité social-démocrate entreprend la construction massive d'immeubles à bon marché. En 1923, le premier HLM de 60 logements est construit dans la Schergasse. En tout, la ville investira jusqu'en 1930 pour construire 2 801 logements. Le projet le plus grand et le plus connu est le Karl-Marx-Hof.

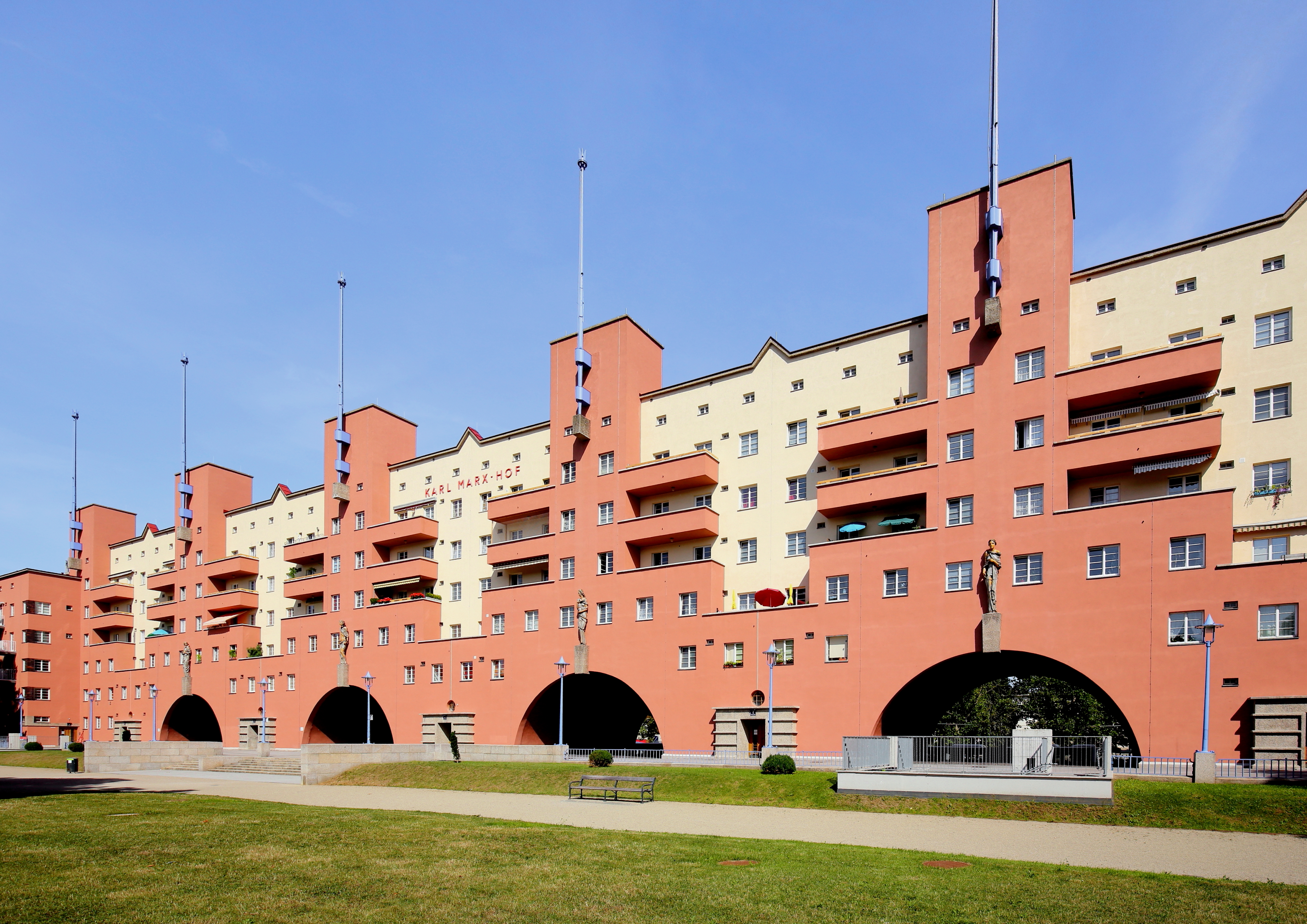
Karl-Marx-Hof.

En outre, les sociaux-démocrates cherchent à améliorer le bien commun par de nombreuses installations. Les événements de février 1934 se manifestent particulièrement fort dans l'arrondissement. Le champ de bataille principal est le Karl-Marx-Hof. Pendant deux jours, le bâtiment est bombardé par l'artillerie. Trois autres immeubles de la commune sont envahis par l'armée fédérale. Après l'écrasement de la révolte, les sociaux-démocrates doivent payer, et parmi eux aussi le maire d'arrondissement social-démocrate de Döbling.
Pour diminuer le chômage, le gouvernement fédéral commence en 1934 la construction de la Route des crêtes de Vienne (de). Son itinéraire, très sinueux, est : Tulln, Salmannsdorf, Dreimarkstein, Hermannskogel, Cobenzl Kahlenberg, Klosterneuburg, Leopoldsberg.
À la suite de la prise de pouvoir des national-socialistes, les arrondissements de Vienne sont réorganisés. Ceci concerne aussi Döbling, qui s'adjoint Neustift am Walde avec Glanzing et Salmannsdorf, aux dépens de Währing.
La domination des national-socialistes inflige en outre sa persécution à environ 4 000 Juifs de Döbling (7 % de la population de l'arrondissement). Le 10 novembre 1938, la synagogue de Döbling est démolie, au 3 de la Dollinergasse. En mai 1939, les 2 030 Juifs restés à Döbling et enregistrés, sont progressivement déportés en camp de concentration. Pendant la guerre, 5 000 habitants de Döbling sont incorporés dans l'armée, mais guère plus que la moitié en reviendront. En outre, il faut compter les bombardements, qui touchent pour la première fois le territoire de l'arrondissement le 8 juillet 1944. 12 % des 20 960 logements sont détruits ou rendus inhabitables. La zone de la gare de Heiligenstadt et la Hohe Warte sont particulièrement touchées.

### Döbling après la Seconde Guerre mondiale
Les troupes soviétiques arrivent dans l'arrondissement le 8 avril 1945 de la direction de Klosterneuburg, sur la Heiligenstädterstrasse, et l'occupent entièrement le 9. Karl Mark (de) est nommé par le commandant de l'armée premier maire d'arrondissement de la deuxième République, et commence la reconstruction. C'est à cette époque que l'arrondissement perd largement son caractère mélangé de zones d'habitation et de zones industrielles. De plus en plus d'entreprises quittent l'arrondissement, tandis que le nombre de logements passe de 20 000 dans l'immédiat après-guerre à 39 608 en 2001. Ce développement conduit à ce que deux tiers de la population de l'arrondissement doit faire le navette vers son travail dans d'autres parties de la ville, ou aux alentours de la ville.
La ville de Vienne participe réellement à cet accroissement, en réalisant jusqu'à 1985 environ 7 000 nouveaux logements. Le plus grand immeuble HLM d'après-guerre à Döbling est le Kopenhagenhof, avec 436 logements, construit de 1956 à 1959 sur le terrain de l'ancienne brasserie de Döbling. La Krim, une partie d'Unterdöbling jadis réputée comme misérable, est reconstruite avec des bâtiments à haute valeur, et sa propre paroisse. Un autre immeuble important est la Maison de la presse (de), terminée en 1963 dans la Muthgasse, et siège de la Kronen Zeitung. Le projet de construction alors le plus important est la reconstruction des terrains avoisinant le stade de la Hohe Warte. Dans les années 1990, les limites d'arrondissement ont été remaniées deux fois : en 1995, avec les arrondissements de Hernals et de Währing ; pour l'essentiel Währing perd un petit territoire d'habitations au profit de Hernals, et la limite entre Währing et Döbling est raccourcie au profit d'un allongement de la limite entre Döbling et Hernals. En 1996, une autre modification de limite a lieu avec l'arrondissement de Brigittenau. Ce changement entraîne un gain de territoire en faveur de Döbling, qui dès lors va jusqu'au canal du Danube.

## Démographie

### Évolution démographique
En 1832, il y a 6 428 habitants sur l'arrondissement. L'accroissement de la banlieue fait doubler cette population en 20 ans, la double encore jusqu'à 1880 et encore une fois jusqu'à 1910. Le nombre d'habitants continue à augmenter fortement jusqu'à la Première Guerre mondiale, et continue à croître en raison des logements financés par la commune, jusque dans les années 1980. Puis la population commence à diminuer lentement en raison des exigences accrues en matière de logement.

### Structure de la population
La population de Döbling est substantiellement plus âgée que la moyenne de Vienne. Ainsi, la proportion des habitants de 60 ans et plus est très haute à 29,9 % (Vienne : 22,2 %). Une raison pour cette forte tendance au vieillissement est la présence de nombreuses maisons de retraite à Döbling.
Également, la proportion de femmes, est supérieure avec 55,1 % (Vienne : 52,4 %).

### Origine et langue
La proportion de 13,1 % (Vienne : 16 %) des habitants de Döbling de nationalité étrangère en 2003, se décompose principalement en :
| Serbie-Monténégro                 | 2 %                  |
| Allemagne                         | 1,6 %                |
| Turquie                           | 1,2 %                |
| Pologne, Bosnie, Croatie, Hongrie | 0,5 % - 0,3 % chaque |

En tout, en 2001, environ 20 % des habitants sont nés dans un autre pays, d'où le fait que seuls 82,8 % d'entre eux déclarent utiliser l'allemand comme langue courante. Les principales autres langues d'usage se répartissent ainsi :
| Serbe    | 2,8 % |
| Turc     | 1,6 % |
| Croate   | 1,2 % |
| Hongrois | 1,1 % |

### Religions
Il y a sur le territoire de l'arrondissement onze paroisses catholiques, qui forment le doyenné XIX de la ville, avec 55,7 % de la population (Vienne : 49,2 %). Puis on dénombre 6,5 % d'adhérents à l'Église évangélique Vienne : 4,7 %), puis 4 % de musulmans (Vienne : 7,8 %) et 3,2 % d'orthodoxes (Vienne : 6,0 %). 23,8 % des habitants se déclarent sans confession (Vienne : 25,6 %).

## Politique
| Maires d'arrondissement | Maires d'arrondissement | Maires d'arrondissement  | Maires d'arrondissement |
| ----------------------- | ----------------------- | ------------------------ | ----------------------- |
| Josef Friedl            | 1891–1894               | Karl Mark (SPÖ)          | 4/45–10/45              |
| Johann Österreicher     | 1894–1895               | Karl Schwendner (SPÖ)    | 10/45–1960              |
| Peter Langweber         | 1895–1903               | Franz Opfermann (SPÖ)    | 1960–1965               |
| Wenzel Kuhn             | 1903–1919               | Franz Weber (SPÖ)        | 1965–1975               |
| Josef Seleskowitsch     | 1919–1934               | Richard Stockinger (SPÖ) | 1975–1978               |
| Franz Karasek           | 1934–1938               | Adolf Tiller (ÖVP)       | 1978–                   |
| Adolf Judex             | 1938-1939               |                          |                         |

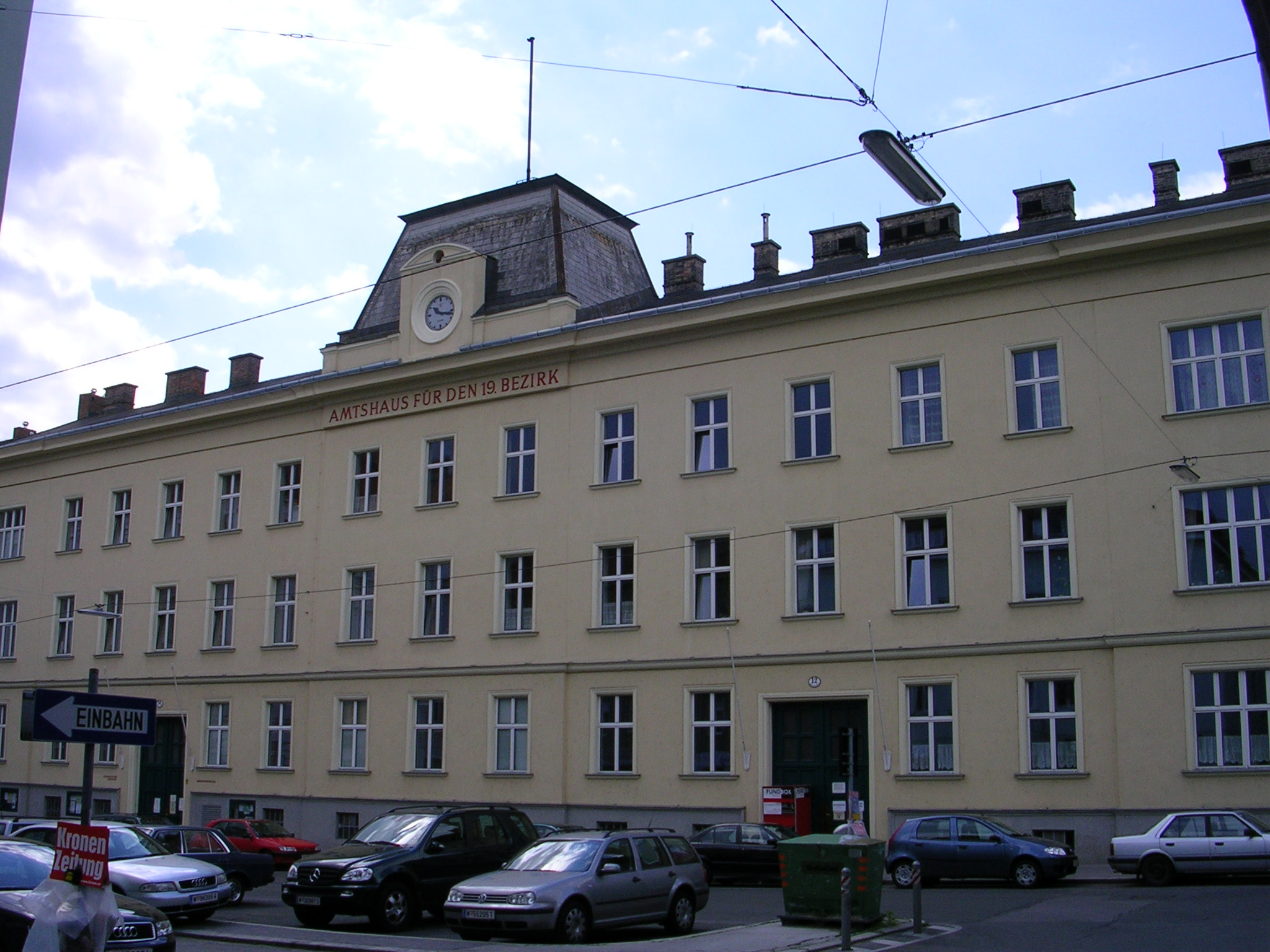
Mairie d'arrondissement de Döbling

Les premières élections après la généralisation du droit de vote ont amené la victoire des sociaux-démocrates. Ils atteignent presque la majorité absolue des voix. Derrière arrivent les chrétiens-sociaux (Österreichische Volkspartei ou ÖVP) avec environ 28 % des voix. La domination des sociaux-démocrates (Sozialdemokratische Partei Österreichs ou SPÖ) se maintient jusqu'à 1978. Cette année-là, l'ÖVP dépasse le SPÖ, et depuis, son représentant Adolf Tiller est le maire d'arrondissement de Döbling. En 1996, l'avance de l'ÖVP (37 %) sur le SPÖ (28 %) représente déjà presque 10 points. La perte de 8 % de ses voix par le SPÖ profite particulièrement aux libéraux du FPÖ (Freiheitliche Partei Österreichs), qui atteint environ 18 %, et aux libéraux du LIF, (Liberales Forum), qui font leur première entrée avec 7 %, à égalité avec les Verts.
L'élection municipale d'arrondissement suivante en 2001 amène la victoire d'une coalition entre SPÖ et Verts. Alors que l'ÖVP perd un peu avec 36,54 %, le SPÖ gagne en gros 4,5 % pour arriver à 32,61 %. Le FPÖ chute à 14,54 % tandis que les Verts avec 12,63 % peuvent presque faire une majorité avec le SPÖ. Le LIF perd la moitié de ses voix, et ne récolte avec 3,15 % qu'un seul siège.
Aux élections de 2005, le FPÖ continue sa descente de 6,09 % et arrive avec 8,45 % derrière les Verts, qui peuvent conserver leur tendance vers le haut en arrivant à 14,04 %. Le duel pour la place de premier est gagné clairement par l'ÖVP, qui profite au maximum des pertes du FPÖ et atteint 40,67 %. Le SPÖ gagne un peu et arrive à 34,31 %. Le LIF, les communistes, les populistes et les alternatifs restent sous 1 % des voix.

## Blason

Blason de l'arrondissement de Döbling

Les armes de Döbling se composent de celles des neuf villages indépendants qui ont été incorporés à Vienne en 1892. La commune la plus nombreuse d'Oberdöbling (de) est placée au centre. La grappe de raisin doré sur fond bleu symbolise la viticulture qu'on y pratique. En haut à gauche est le blason de Heiligenstadt, représentant l'archange saint Michel, patron paroissial, terrassant un dragon vert. En haut au centre, on a les armes d'Unterdöbling, avec saint Jacques le Majeur, autre patron de la paroisse de Heiligenstadt, à laquelle a été rattaché Unterdöbling. En haut à droite, le tronc d'arbre doré avec ses trois noix dorées symbolise le village de Nussdorf (littéralement : village des noix). Au milieu à gauche, les armes de Salmannsdorf (de) représentent saint Sébastien, martyr, patron de la chapelle de Salmannsdorf. Au milieu à droite, Saint Roch, patron de l'église paroissiale, orne les armes de Neustift am Walde (de). En bas à gauche, saint Séverin, considéré comme éponyme de Sievering. Au centre en bas, les armes du Kahlenbergerdorf montrent le patron de la paroisse, saint Georges tuant le dragon. La dernière partie, en bas à droite, symbolise le village de Grinzing : le vigneron avec sa grappe montre le lien très étroit avec la viticulture.

## Culture et curiosités

### Curiosités

#### La forêt de Vienne

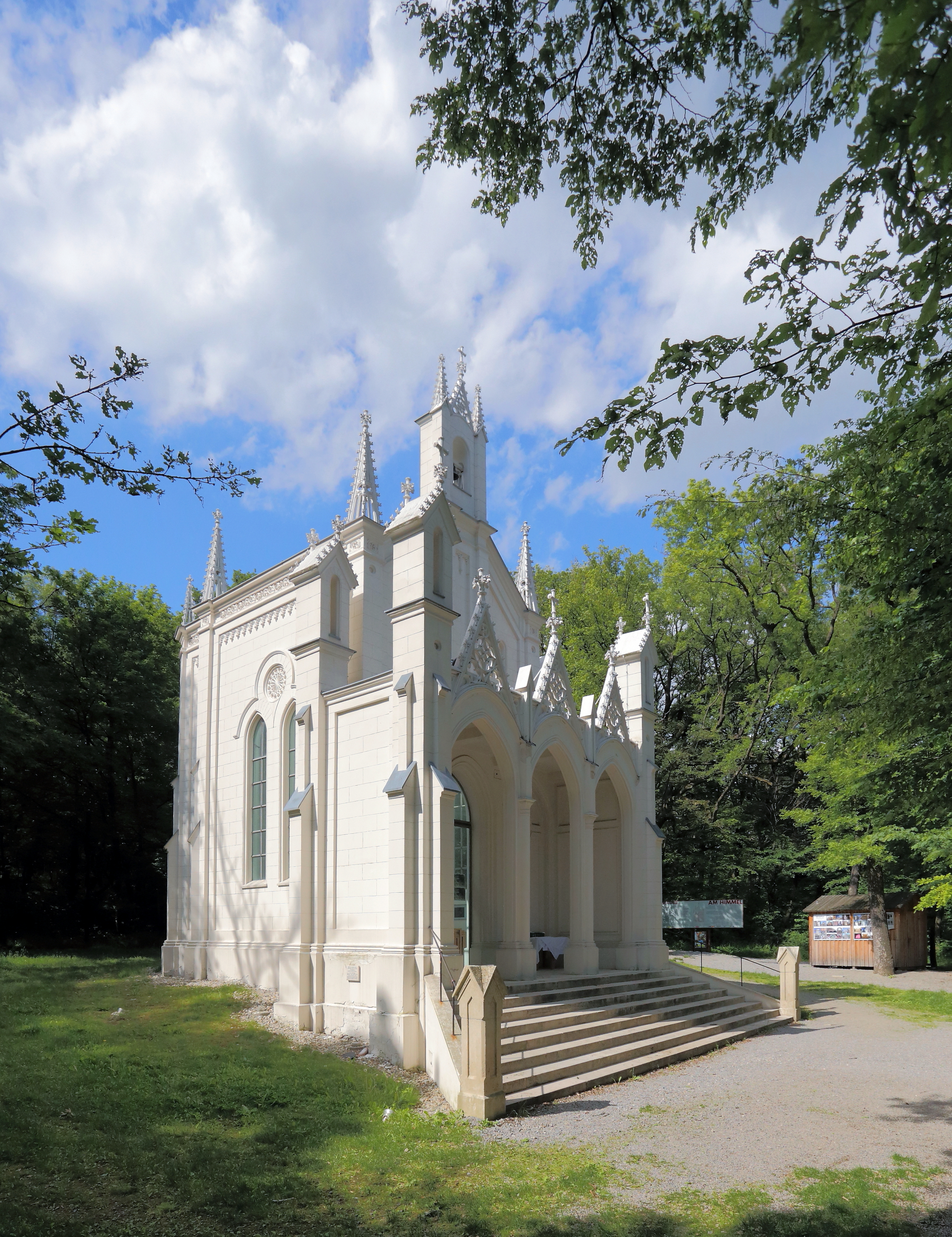
Chapelle de Sissi

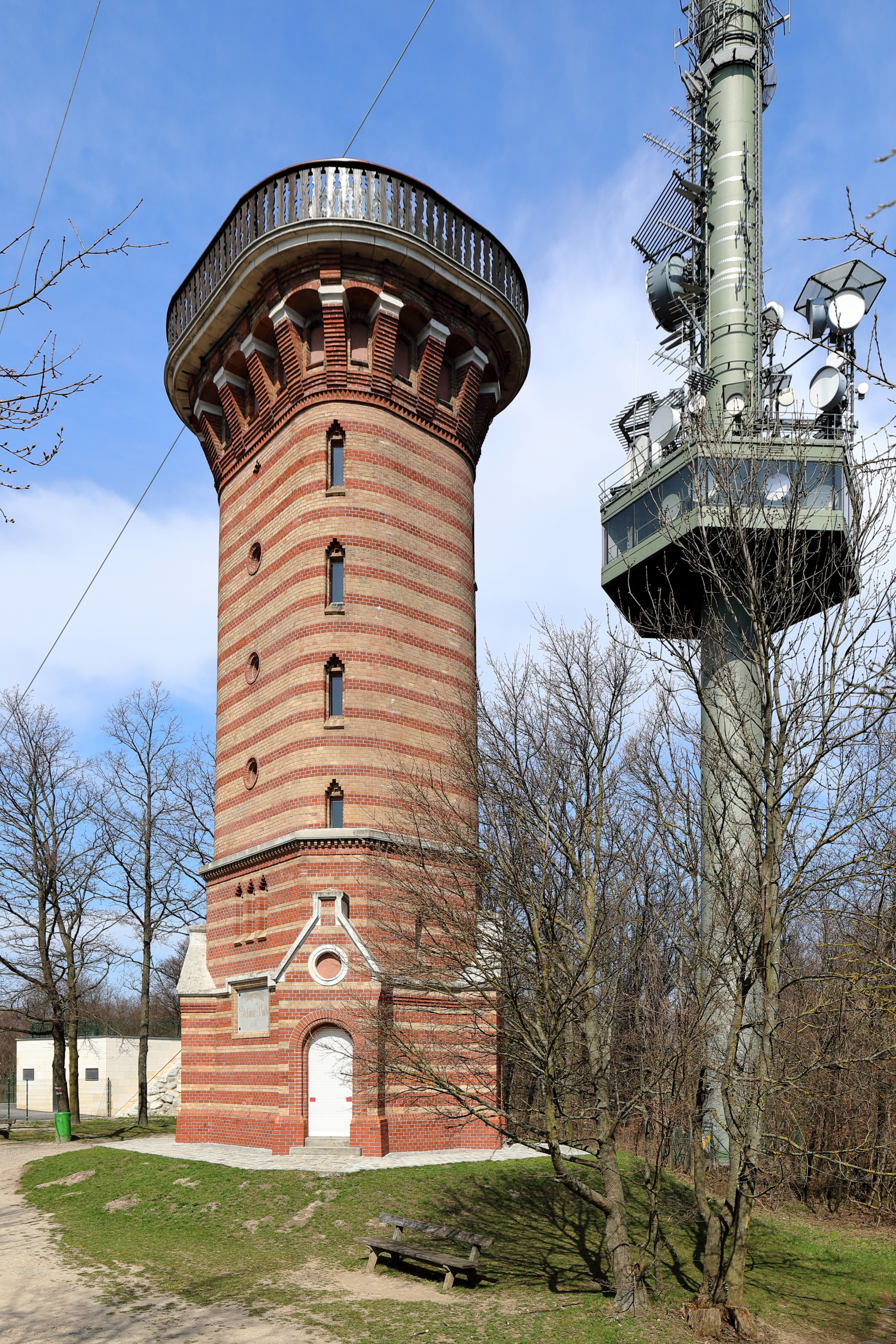
L'observatoire Séphanie : terrasse panoramique, ancien terminus du chemin de fer à crémaillère du Kahlenberg, maintenant relais hertzien (tour à droite).

Les attractions touristiques les plus importantes sont le Kahlenberg au bord de la forêt de Vienne. L'ancien hôtel avec sa terrasse panoramique bien connue a maintenant disparu pour laisser la place à une nouvelle construction. Beaucoup de touristes, particulièrement polonais, visitent aussi sur le Kahlenberg l'église Saint-Joseph (de) ou l'observatoire Stéphanie (de).
D'autres collines à voir à Döbling sont le Leopoldsberg voisin, avec l'église Saint-Léopold (de), ainsi que le point culminant de Vienne, le Hermannskogel. Pour les habitants de Döbling et de Vienne ont encore une certaine importance : le Cobenzl et la région « Au ciel », avec la prétendue « clairière circulaire celtique (de) » et la chapelle de Sissi. On peut accéder au domaine de la forêt de Vienne à Döbling par la route des crêtes de Vienne (de) bien connue.

#### Centres-villes et églises

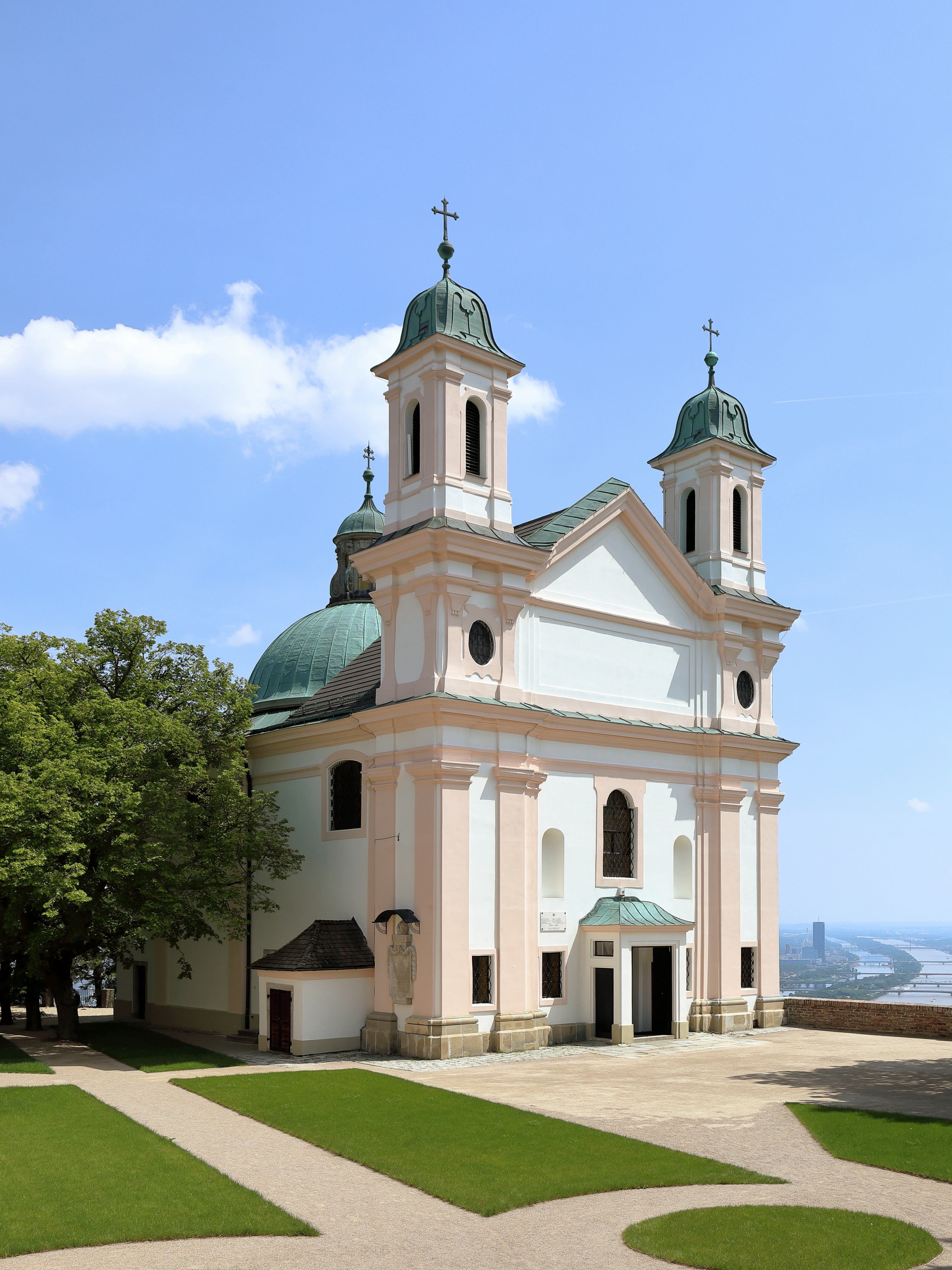
Église Saint-Léopold sur le Leopoldsberg.

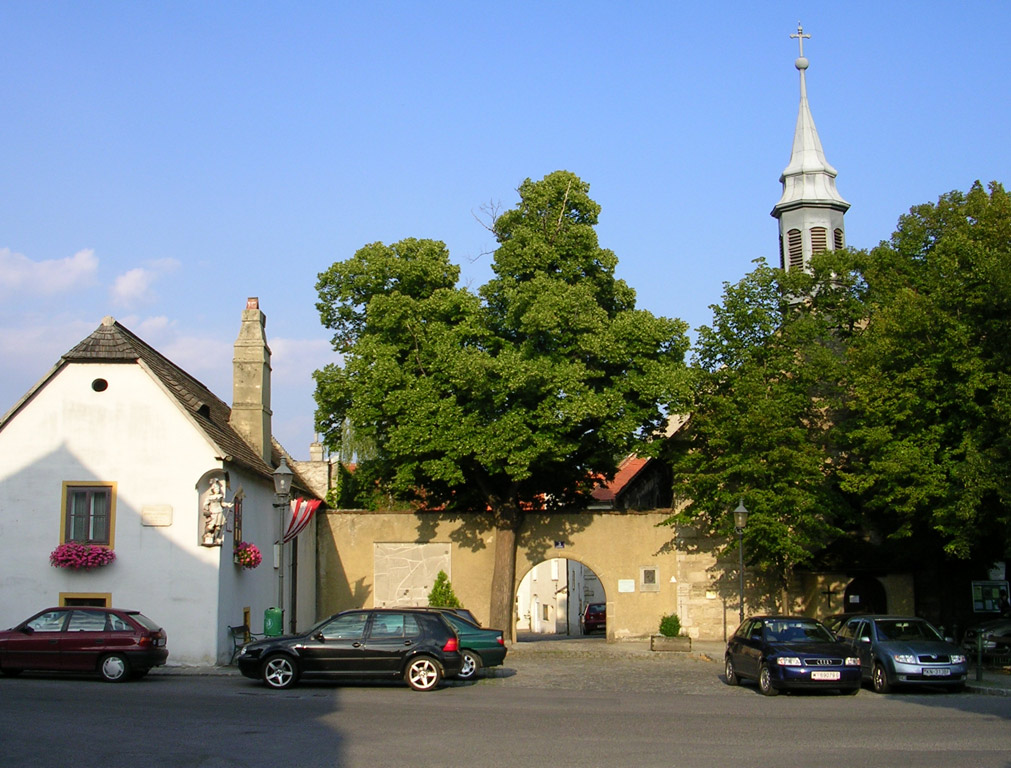
Place de l'église de Heiligenstadt avec l'église Saint-Jacques.

Les dix villages dont est issu Döbling apportent beaucoup de caractère à l'arrondissement. En particulier, les quartiers extérieurs ont pu garder de larges parts de leur passé. Les meilleurs exemples en sont certainement Grinzing, Salmannsdorf et Kahlenbergdorf, mais beaucoup d'autres centres-villes ont gardé leur aspect architectural. De la séparation en villages distincts est née une profusion d'églises. La plus ancienne est l'église Saint-Jacques (de) de Heiligenstadt qui a été construite sur les ruines d'une église romaine, et reste telle quelle, comme église paroissiale. À Grinzing, une église de pèlerinage est édifiée, la Kaasgrabenkirche.
Tout autour, comme dans le reste de Döbling, on trouve des débits de vin nouveau qui portent le nom de Heuriger. Les touristes les fréquentent surtout à Grinzing, où il y en a un grand nombre. Les habitants de la région vont plutôt à Sievering, à Nussdorf, à Heiligenstadt, à Neustift am Walde ou au Kahlenbergerdorf.

#### Autres curiosités
Les liens étroits entre Döbling et les artistes ont laissé de nombreux témoignages. Beethoven a composé dans la « maison héroïque » de la Grande rue la symphonie de ce nom (3e symphonie héroïque). Dans la Probusgasse, il a écrit son Testament de Heiligenstadt, ainsi que des parties de sa 2e symphonie. Dans le parc Strauss-Lanner se trouvent les pierres tombales des célèbres compositeurs de valses viennoises Johann Strauss et Joseph Lanner.
À Unterdöbling, on trouve un des plus étranges établissements industriels de Vienne, l'usine Zacherl, une ancienne fabrique d'insecticides, bâtie dans le style d'une mosquée.
Le XXe siècle a aussi laissé des témoignages significatifs dans l'arrondissement : le stade du First Vienna FC 1894 sur la Hohe Warte est la plus grande arène naturelle d'Europe. En outre, on trouve à Heiligenstadt un des HLM les plus connus de Vienne, le Karl-Marx-Hof. Sur le Hackenberg se trouve le plus beau château d'eau peut-être, du service des eaux de Vienne (de) : le château d'eau de Hackenberg (de). Celui de Krapfenwaldl a par contre peu d'intérêt.

### Musées

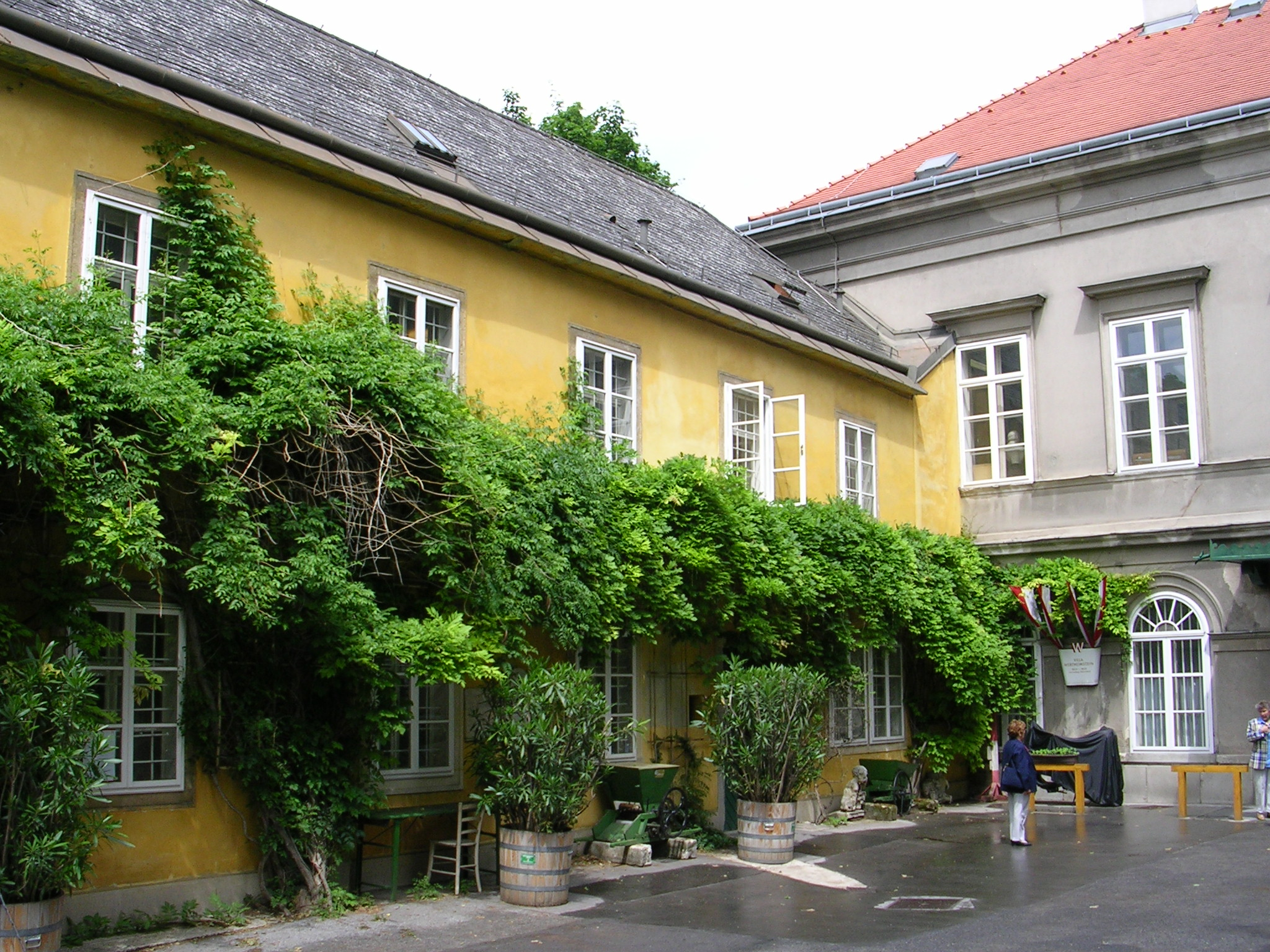
Musée d'arrondissement dans la Villa Wertheimstein

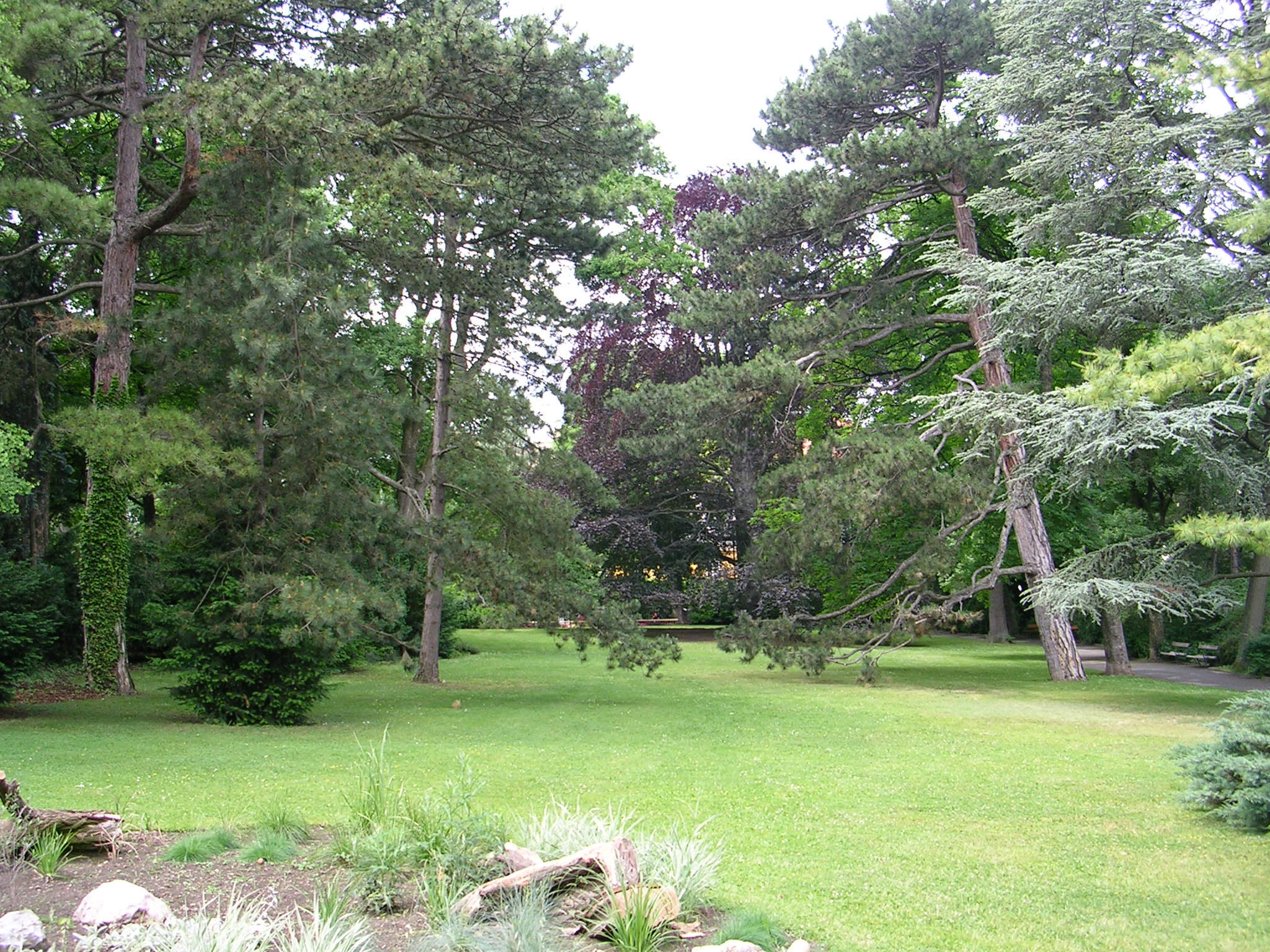
Parc Wertheimstein

Le musée de l'arrondissement de Döbling dans la Villa Wertheimstein se consacre principalement à l'histoire de l'arrondissement et dispose de son propre musée de la viticulture.
En outre, deux autres musées sont consacrés à Ludwig van Beethoven, qui passa beaucoup de temps à Oberdöbling et à Heiligenstadt. Ce sont la « Maison Héroïque », et une maison de la Probusgasse.
De plus, l'Institut de préhistoire et d'histoire antique dispose du musée de Kahlenberg (Deuxième siège de Vienne par les Turcs) et du pavillon (de) Lehar-Schikaneder. On peut aussi voir dans l'église St Jacques (de) de Heiligenstadt les fouilles des époques romaine et paléochrétienne.

### Parcs
L'arrondissement de Döbling dispose aujourd'hui en tout de neuf parcs :
- Le plus grand, de 9 ha est le parc de Heiligenstadt (de).
- Ensuite vient, avec largement 6 ha le parc Wertheimstein, qui se trouve dans la vallée du Krottenbach (de), aujourd'hui recouvert. On y trouve un jardin pour aveugles (de).
- De la même taille, le parc Hugo Wolf s'étend sur la pente au nord de la Krottenbachstrasse. On y a une belle vue sur la vallée du Krottenbach.
- Un parc de jonction, le « parc Fellinger sur le Hirschenbergerl » relie la Krottenbachstrasse avec la Billrothstrasse.
- C'est un architecte japonais qui a dessiné le parc Setagaya dans le style d'un jardin japonais. Ce parc est destiné à symboliser le jumelage entre Döbling et l'arrondissement de Setagaya de Tokyo.
- Comme à Währing, le cimetière local de Döbling a été transformé en parc : le parc Strauss-Lanner, qui comporte maintenant les deux pierres tombales originales des deux compositeurs.
  - D'autres parcs plus petits sont le parc Raimund Zoder près de la Krottenbachstrasse, le parc Richard Eybner au coin de la Silbergasse et de la Billrothstrasse et le parc de la Sarre à Unterdöbling.

### Sport
Le club de sport le plus important et le plus connu est celui de football First Vienna FC 1894, le plus ancien d'Autriche. Sur le stade de la Hohe Warte, on a aussi représenté des opéras et organisé des matches de boxe. Jusqu'à 80 000 personnes ont assisté à des matches internationaux comme contre l'Italie en 1923 dans cette plus grande arène naturelle d'Europe. Encore aujourd'hui, l'équipe de pointe de football américain d'Autriche, les Raiffeisen Vikings de Vienne sont le club résident dans ce stade.
Döbling dispose de trois piscines. La plus grande est celle de la Hohe Warte, ouverte toute l'année ; elle comprend un bassin à ciel ouvert et une piscine couverte.

La piscine ouverte Krapfenwaldlbad dans la forêt de Vienne jouit d'un panorama unique sur la ville, du bassin de sport même.

Enfin il y a la piscine familiale (précédemment piscine pour enfants (de)) dans le parc Hugo Wolf.
Depuis 1914, l'équipe de football Nussdorfer AC (de) joue sur le stade de la Grinzingerstrasse.
Le club d'aviron Austria est résident dans le port de Kuchelau. L'union sportive de Döbling organise de nombreuses réunions de gymnastique, de jeux de balle, de badminton et de divers sports de combat. Sur le Cobenzl, il y a eu un des tremplins de saut à ski de Vienne.

## Économie et infrastructures

### Transport
Les transports publics voient le jour à Döbling en 1811 par la fondation d'une ligne d'omnibus entre Freyung et la piscine de Heiligenstadt. D'autres lignes suivent, vers Oberdöbling, Grinzing et Sievering. Ces omnibus sont des voitures à cheval disposant d'une douzaine de sièges. En 1869, Oberdöbling est raccordé à Vienne par la 5e ligne de tramways à chevaux ; d'autres lignes suivront. De 1885 à 1903, il circule aussi un tramway à vapeur, du périphérique au niveau de Döbling vers Nussdorf.

En 1874, le chemin de fer à crémaillère du Kahlenberg est ouvert.

Le dernier tiers du XIXe siècle voit le pavage d'une grande surface des rues, qui continue après la fondation de l'arrondissement. À cette occasion, on sacrifie beaucoup d'arbres et d'allées à l'empierrement des rues.
Les liaisons les plus importantes des lignes de Vienne avec l'arrondissement sont maintenant les lignes de tramway no 37 (Hohe Warte), 38 (Grinzing) et D (Nussdorf), ainsi que les lignes d'autobus 35A (Salmannsdorf), 38A (Kahlenberg), 39A (Sievering) et 40|A (cimetière de Döbling). Là-dessus, Döbling bénéficie depuis 1976 d'un accès au métro U4 (Heiligenstadt), à l'occasion duquel la gare de Heiligenstadt (de) devient une importante gare ferroviaire et routière dans la direction de Klosterneuburg. Par Heiligenstadt et les stations de Nussdorf, d'Oberdöbling et de Krottenbachstrasse, Döbling a aussi accès au texte=réseau express régional} par les lignes S40 et S45.
Les itinéraires de liaison et de traversée comprennent la Krottenbachstrasse, la Billrothstrasse, la Grande rue de Döbling, la rue de Heiligenstadt, la rue de Grinzing, la rue de Sievering.

### Établissements publics
Il y a deux bibliothèques municipales, dans la Billrothstrasse et dans la maison du peuple de la rue de Heiligenstadt.
Les habitants de Döbling ont deux marchés à leur disposition : le marché de Nussdorf et celui de Sonnberg.

### Économie

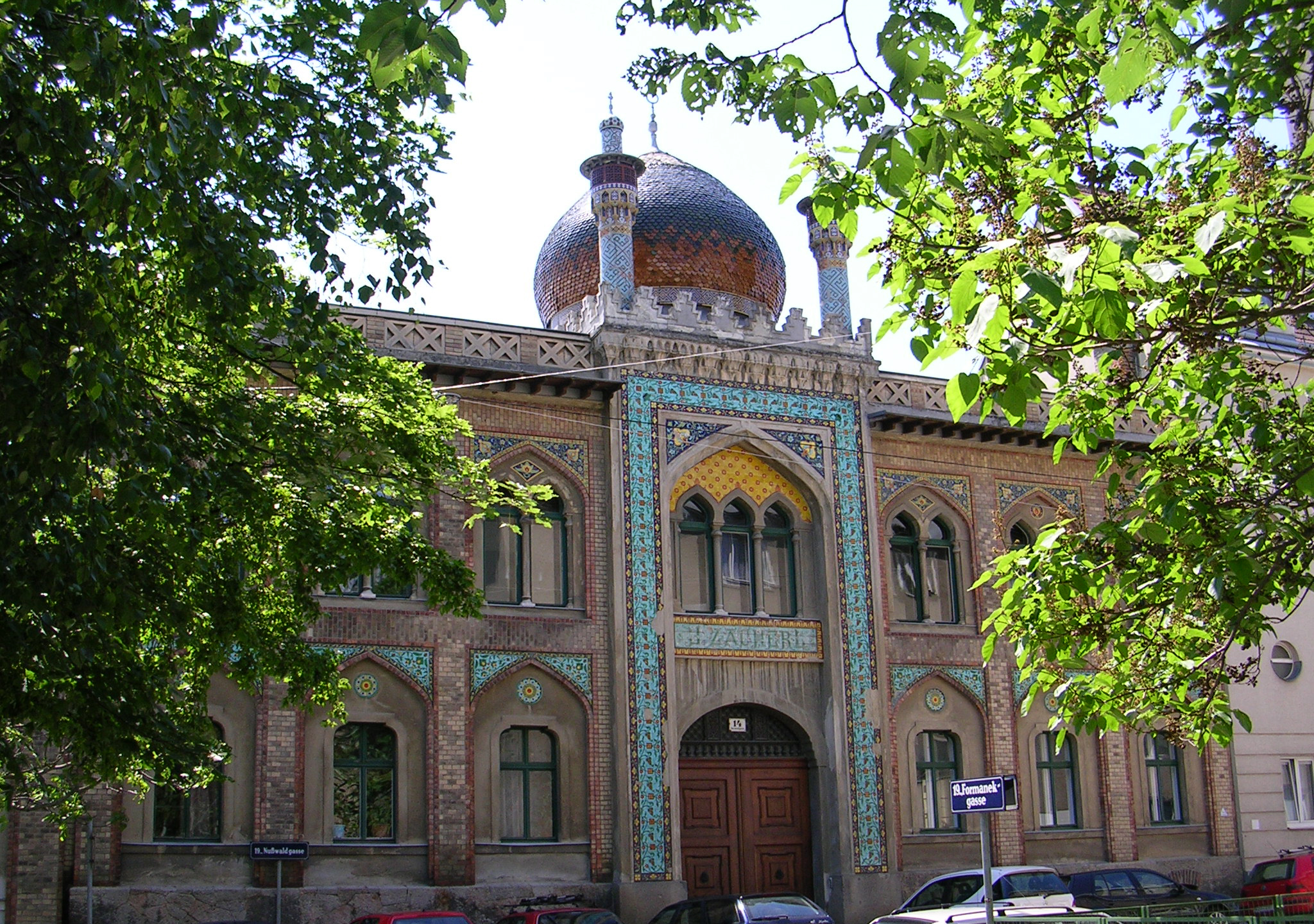
Zacherlfabrik (jadis usine d'insecticides).

L'économie de l'arrondissement de Döbling a été marquée pendant des siècles par la viticulture. L'importance de la viticulture se reflète aussi par le fait que l'on ne connaît au Moyen Âge qu'une corporation, celle des vignerons. Celle-ci négocie les salaires des ouvriers, le prix des vins et prend soin de ses membres et des églises.
Jusqu'à la deuxième moitié du XIXe siècle le fondement de la vie des habitants de l'arrondissement est la culture de la vigne et la vente de vin. En plus, ils livrent à Vienne du lait, des œufs, de la viande, des fruits et des légumes. Sur les ruisseaux, il y a de petits moulins, et sur les hauteurs également des moulins à vent. Une activité significative est aussi la carrière de Sievering, qui dépend du conseil exécutif de la ville de Vienne.
À partir du XVIIIe siècle, les premières entreprises artisanales et industrielles de taille s'installent sur le territoire de l'arrondissement, en particulier à Nussdorf, Heiligenstadt et Oberdöbling. Dès 1800 apparaissent une série d'usines textiles, chimiques ou de manufacture de cuir. Également au début du XIXe siècle des brasseries sont fondées, spécialement à Grinzing, Nussdorf et Oberdöbling, ce qui apporte notamment à Nussdorf une croissance significative. Jusqu'à la Première Guerre mondiale, l'industrie laitière garde une importance, avec ses fermes, mais elle disparaît ensuite brutalement.
En échange, l'importance des débits de vin nouveau s'accroît. Ceux-ci peuvent se maintenir à Döbling, contrairement aux arrondissements voisins, en particulier parce que le terrain en pente de Döbling se prête mal à la construction.
Une des usines les plus importantes au début du XXe siècle est l'usine de construction d'automobiles Gräf & Stift à Sievering. À Unterdöbling, la fabrique d'insecticides Zacherl a aussi une grosse activité. À Heiligenstadt, l'usine de machines Heinrich a aussi son importance. Après la Seconde Guerre mondiale, les caractéristiques de l'arrondissement changent. De plus en plus d'entreprises de production se délocalisent, comme Inführ Sekt (de) vers Klosterneuburg. Parmi les plus connues des entreprises encore sur place, citons les caves de mousseux Kattus (de) et Schlumberger (de)

### Enseignement

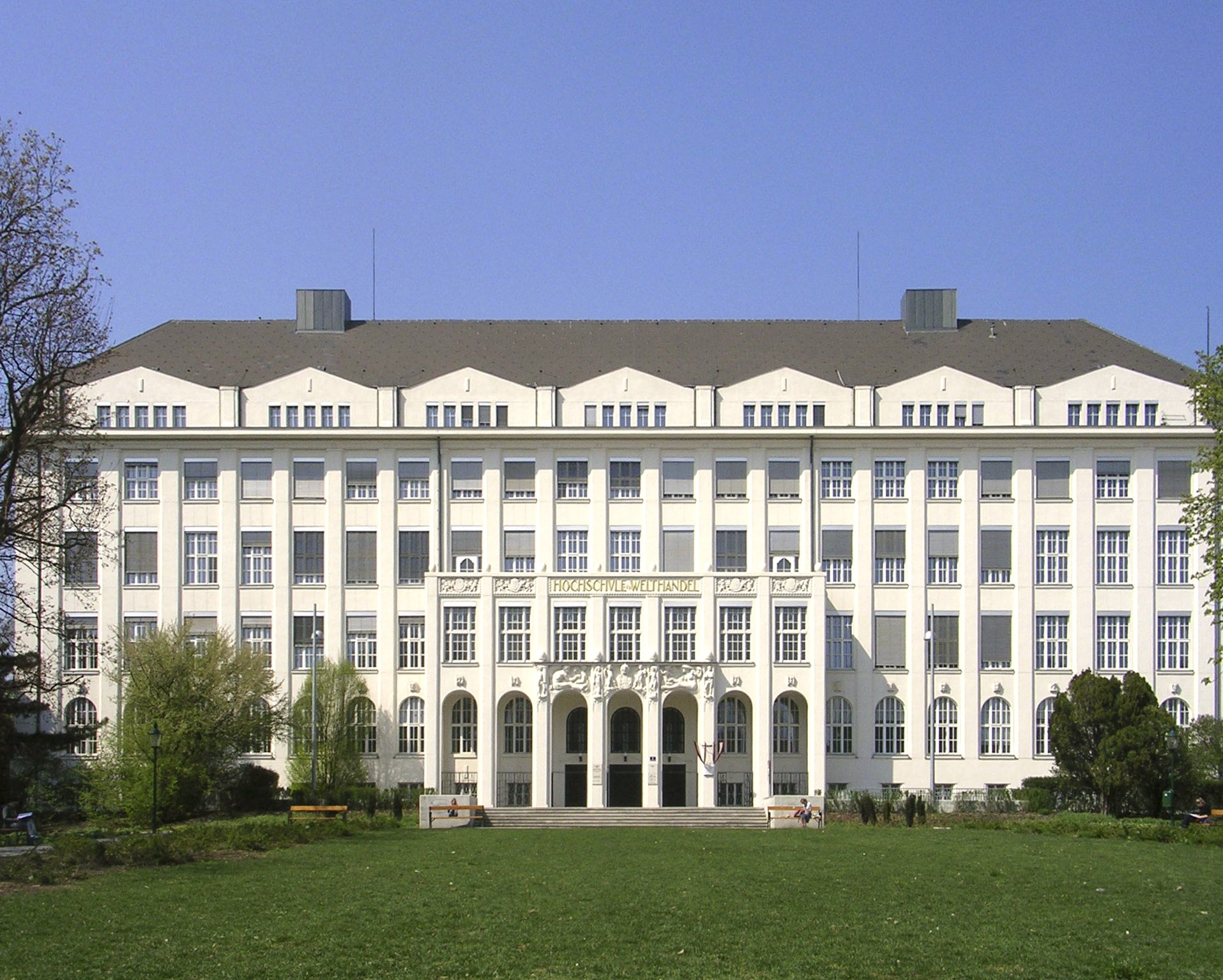
Ancien Lycée de commerce international (maintenant université d'économie de Vienne).

En 1890 se construit le premier collège de l'arrondissement, le lycée communal, dans la rue du Lycée. En 1914 s'ajoute le collège technique dans la Krottenbachstrasse. Plus tard deux lycées s'installent dans la Billrothstrasse. L'arrondissement possède maintenant de nombreux établissements primaires et secondaires, privés comme publics, ainsi qu'un institut de formation pédagogique pour les jardins d'enfants (de) Maria Regina.
Le programme pédagogique Vienna Bilingual Schooling est offert dans trois institutions : l'école primaire de la Grinzinger Strasse, l'école secondaire In der Krim et les niveaux les plus élevés du lycée technique de la Krottenbachstrasse. Le conservatoire musical de la ville de Vienne a un établissement dans la Grande rue de Döbling.
Des installations universitaires s'installent déjà fin XIXe siècle dans l'arrondissement. En 1896 s'ouvre place Linné ce qui deviendra l'université agronomique de Vienne, en 1916 s'installe l'académie d'exportation dans la Franz-Klein-Gasse, qui est élevée en 1919 au titre de Lycée de commerce international (aujourd'hui : université d'économie de Vienne (de)). Après le déménagement de l'université vers le IXe arrondissement, il en reste quelques installations dans le bâtiment. Elles sont principalement utilisées par l'université de Vienne, par exemple l'Institut pour la préhistoire et l'histoire antique (de) et l'Institut d'archéologie classique. Dans la partie du bâtiment située sur la rue du Lycée se trouve le Centre de sciences de la traduction (de) de l'université de Vienne.

## Personnalités
De nombreuses personnalités, en particulier des artistes, ont vécu et travaillé à Döbling :
- le poète Franz Werfel et sa femme Alma Mahler jusqu'en 1938 à la Hohe Warte, Wollergasse ;
- son voisin était le peintre Carl Moll, beau-père d'Alma, dont les tableaux ornent encore le musée de l'arrondissement de Döbling ;
- Koloman Moser, cofondateur de l'art nouveau viennois, habitait à proximité ;
- Paula von Preradović, poétesse, auteur des paroles de l'hymne fédéral autrichien Land der Berge, Land am Strome habitait Osterleitergasse à Döbling.
- Le compositeur Hugo Wolf a donné son nom à un parc de la Krottenbachstrasse.
- l'actrice du Burgtheater Rosa Albach-Retty, grand-mère de Romy Schneider, a vécu à Döbling ;
- Lulu von Thürheim, peintre et écrivaine, est morte à Döbling ;
- Werner Krauss, également acteur au Burgtheater a vécu jusqu'à sa mort Iglaseegasse.

Dans l'immeuble subventionné, renommé en 1996 Helmut-Qualtinger-Hof, entre la Grinzingerallee et la Sieveringstrasse ont vécu bien des artistes de renom :
- l'écrivain Reinhard Federmann (de) ;
- l'autrice de livres pour enfants et écrivain Friedl Hofbauer ;
- l'actrice Louise Martini ;
- l'acteur Teddy Podgorski (de) ;
- Helmut Qualtinger, acteur, auteur et cabarettiste[6] ;
- Sepp Fellner, compositeur de chansons viennoises ;
- Horst Winter, musicien de jazz, chef d'orchestre et compositeur.

Le plus haut degré de célébrité a cependant été atteint par les musiciens qui ont vécu et travaillé à Döbling :
- les Strauss père et fils ainsi que Joseph Lanner ont joué au Casino de Zögernitz ; la maison où Lanner a vécu et est mort se trouve rue du Lycée ;
- à cet endroit se trouve maintenant un lycée où les prix Nobel Richard Kuhn et Wolfgang Pauli ont été formés ;
- Heinz Kohut et Karl Menger y ont également passé leur baccalauréat.
- L'animateur aux mille talents Peter Alexander vit encore à Döbling ;
- à l'endroit où s'élève la résidence pour étudiants Haus Döbling se trouvait jadis la villa du célèbre viennois Kuffner (de), grand industriel, propriétaire de la brasserie Ottakringer ;

Parmi les personnalités politiques de l'arrondissement, on peut compter :
- Josef Hindels (de), combattant pour la liberté et syndicaliste ;
- Elisabeth Hlavac (de), députée ;
- Johann Koplenig, vice-chancelier en 1945 et président du KPÖ (parti communiste) ;
- Bruno Kreisky, chancelier fédéral ;
- Karl Maisel (de), syndicaliste et ministre des affaires sociales ;
- Heinrich Neisser (de), ministre et 2e président de l'Assemblée fédérale ;
- Rudolf Sarközi (de), représentant des Roms autrichiens ;
- Josef Taus (de), député et secrétaire d'État ;
- Franz Vranitzky, chancelier fédéral ;
- et Ernst Wimmer (de), théoricien du marxisme et idéologue en chef du parti communiste.

Enfin mentionnons que Ambros Rieder (de), compositeur fécond (512 morceaux) et organiste, est né à Döbling (* 1771 – † 1855).

## Jumelages
Setagaya, Tokyo  Japon depuis 1985.